# Swalmy
Swalmy (deutsch Schwollmen) war ein Ort in der polnischen Woiwodschaft Ermland-Masuren. Seine Ortsstelle gehört zum Bereich der Gmina Lidzbark Warmiński (Landgemeinde Heilsberg) im Powiat Lidzbarski (Kreis Heilsberg).

## Geographische Lage und Verkehr
Die Ortsstelle von Swalmy liegt an der Elma (deutsch Elm) in der nördlichen Mitte der Woiwodschaft Ermland-Masuren, 22 Kilometer südlich der früheren und heute auf russischem Hoheitsgebiet gelegenen Kreisstadt Preußisch Eylau (russisch Bagrationowsk) bzw. acht Kilometer nördlich der heutigen Kreismetropole Lidzbark Warmiński (deutsch Heilsberg).
Die kaum noch erkennbare Ortsstelle Swalmys ist über einen Verbindungsweg von Jagoty (Jegothen) aus zu erreichen.

## Geschichte
Im Jahre 1362 wurde Solwo erstmals erwähnt und danach Schwolman, ab 1600 Schwolmen und nach 1820 Schwollmen genannt. Das kleine Gut war Teil des Gutsbezirks Powarschen (polnisch Powiersze) im ostpreußischen Kreis Preußisch Eylau.
Anders als das Muttergut Powarschen, das zum Amtsbezirk Reddenau (polnisch Rodnowo) gehörte, kam Gut Schwollmen 1874 zum Amtsbezirk Nerfken (polnisch Nerwiki).
Das änderte sich erst am 2. August 1930, als das Gut Schwollmen als Ortsteil des Gutsbezirks Powarschen aus dem Amtsbezirk Nerfken in den Amtsbezirk Reddenau umgegliedert wurde.
Mit der Abtretung des gesamten südlichen Ostpreußen an Polen 1945 in Kriegsfolge erhielt Schwollmen die polnische Namensform „Swalmy“. Schon in den 1950er Jahren jedoch verliert sich seine Spur. Der Ort gilt heute als aufgegeben und wird offiziell nicht mehr genannt.

## Religion

### Christentum
Bis 1945 war Schwollmen in die evangelische Kirche Petershagen (Ostpreußen) (polnisch Pieszkowo) in der Kirchenprovinz Ostpreußen der Kirche der Altpreußischen Union, außerdem in die römisch-katholische Kirche Heilsberg (polnisch Lidzbark Warmiński) im damaligen Bistum Ermland eingepfarrt.